# Джорджо Скарлати
Джорджио Скарлати (на италиански: Giorgio Scarlatti) е бивш пилот от Формула 1. Роден на 2 октомври 1921 година в Рим, Италия.

## Формула 1
Джорджио Скарлати прави своя дебют във Формула 1 в Голямата награда на Монако през 1956 година. В световния шампионат записва 15 състезания като печели една точка, състезава се за Мазерати, Скудерия Чентро Сюд и с частен Купър.